# Adolph Dubs
Pour les articles homonymes, voir Dubs.
Adolph Dubs (né le 4 août 1920 à Chicago – mort le 14 février 1979) est un diplomate américain. Il est ambassadeur des États-Unis en Afghanistan de 1978 à 1979, où il meurt après son enlèvement.

## Biographie
Il est diplômé de Beloit College en 1942, sert dans l'United States Navy pendant la Seconde Guerre, et poursuit ses études à l'université de Georgetown, à l'université Harvard et à l'université Washington de Saint-Louis, avant d'entrer dans le corps diplomatique, le Service extérieur des États-Unis.
Ancien chargé d'affaires à Moscou, il arrive en poste lors de la Révolution de Saur. Le 14 février 1979, il est enlevé  par quatre hommes, puis tué dans l'assaut mené dans une chambre de l'hôtel Kaboul, aujourd'hui Kabul Serena Hotel (en), par les services afghans en vue de le délivrer. Sa mort nuira gravement aux relations entre les États-Unis et le gouvernement afghan, les Américains fermant entre autres leur ambassade sur place et coupant leur aide économique.
Certains historiens ont rapporté le fait que selon le gouvernement de la République démocratique d'Afghanistan de l’époque, les ravisseurs appartenaient à une faction maoïste chiite. D'autres historiens ont évoqué un mouvement de gauche nationaliste, le Settam-e-Melli. Toutefois, les États-Unis n'ont pas pu mener leur propre enquête, et il manque beaucoup d'informations sur les causes et le déroulement exacts de cet enlèvement et de la mort de l'ambassadeur.